# Никогде
«Никогде» (англ. Neverwhere), в другом переводе «Задверье» — роман Нила Геймана в жанре городское фэнтези. Это новеллизация его собственного сценария для одноимённого сериала. «Никогде» стало первым «сольным» романом Геймана, до этого он выпустил только «Благие знамения» в соавторстве с Терри Пратчеттом.

## История создания
Нил Гейман написал сценарий для мини-сериала «Neverwhere», снятого на BBC в 1996 году. Сериал был снят в формате видео, за очень маленький бюджет, и поэтому отличался плохим качеством картинки. Большой популярности он не снискал и к настоящему времени известен только узкому кругу фанатов.
В том же году Нил выпустил книжную версию этой истории. Книга имела куда больший успех и практически «затмила» сериал-первоисточник. История по сравнению с телеверсией была расширена и более подробно раскрыта.
По сюжету «Никогде» создан комикс и поставлены три пьесы. Неоднократно ходили разговоры о возможной полнометражной экранизации, но она так и не была снята.
В 2013 году в сборнике «Негодяи» увидел свет рассказ «Как маркиз свой кафтан назад получил» (англ. «How the Marquis Got His Coat Back»), в другом переводе «Как Маркиз вернул своё пальто». Действие рассказа происходит сразу после того, как он чудесным образом воскрес в романе.

## Сюжет
Ричард Мэйхью — обыкновенный житель Лондона. Однако его жизнь переворачивается с ног на голову, когда он решает помочь раненой и потерявшей сознание незнакомке. Выясняется, что девушку зовут Дверь, и она явилась из Нижнего Лондона — волшебного мира, существующего параллельно с «нашим», Верхним Лондоном. Дверь происходит из богатой и влиятельной семьи, известной умением открывать без ключа любые двери и замки. Именно из-за этого она и пострадала: её семья была убита, а её саму выслеживают два наёмных убийцы, мистер Круп и мистер Вандермар. С помощью Ричарда ей удаётся скрыться от преследователей. Придя в себя, девушка просит Ричарда связаться с маркизом Карабасом, обладающим обширными связями в Нижнем Лондоне. Маркиз, когда-то задолжавший покойному отцу Двери, соглашается ей помочь. Девушка уходит вместе с ним, на прощание извинившись перед Ричардом.
Через несколько дней после встречи с Дверью Ричард обнаруживает, что его будто вычеркнули из жизни: знакомые не замечают его, записи о нём в документах пропали, и даже его квартира сдается новым жильцам. Кроме того, мистер Круп, рассерженный его помощью жертве, звонит Ричарду и обещает лично его прикончить. Вспомнив извинения Двери, Ричард понимает, что он «провалился» в Нижний Лондон, исчез из нашего мира, и полиция ему не поможет. Его единственной надеждой спастись и вернуться является всё та же Дверь. Испуганный Ричард пускается в бега, пытаясь найти Дверь и маркиза. Тем временем мистер Круп и мистер Вандермар получают от своего тайного нанимателя новые инструкции: они не должны убивать Дверь и Ричарда. Нанимателю нужна способность девушки открывать замки, а ее младшая сестра, похищенная наёмниками, оказалась для этого слишком молодой.
Пройдя через ряд опасных приключений, Ричард попадает на еженедельную ярмарку, куда уже пришли Дверь с Карабасом. Маркиз пытается нанять для Двери телохранителя, достаточно умелого для того, чтобы задержать мистера Крупа и мистера Вандермара на время. (О равном противостоянии речь не идет: Круп и Вандермар являются непобедимыми бойцами, держащими в страхе весь Нижний Лондон.) Таким телохранителем становится легендарная женщина по прозвищу Охотник, заработавшая себе репутацию охотой на чудовищ, обитающих в городских катакомбах. Наняв телохранителя, маркиз и Дверь покидают Ярмарку, бросая Ричарда на произвол судьбы. Однако Дверь, чувствуя себя обязанной Ричарду, позже возвращается за ним. Обыскав кабинет убитого отца Двери, они обнаруживают его дневник, запись в котором велит девушке идти к ангелу Ислингтону, потому что ему можно доверять. Придя к ангелу, живущему в огромном подземном зале, Ричард и Дверь узнают, что ангел действительно хочет им помочь, но ничего не может сделать без ключа, хранящегося в монастыре Чернецов. Для получения ключа надо пройти опасное испытание, после которого люди, как правило, погибают. Ричард, вынужденный пройти испытание, оказывается на платформе метро, где к нему являются его знакомые, внушающие, что никакого Нижнего Лондона нет, а он сам — опасный сумасшедший, которому следует броситься под поезд. Однако Ричард в последний момент вспоминает, что у него есть друзья, и остается в живых, после чего получает ключ.
Маркиз Карабас добровольно отдает себя в руки Крупа и Вандермара, которые подвергают его пыткам, а потом убивают. В этом и состоял план маркиза: убийцы ничего при нём не скрывали, и теперь Карабас в точности знает, кто их нанял и в чём состоит его план. Один из друзей маркиза разбивает яйцо, где хранится жизнь Карабаса, и воскрешает его. Маркиз спешит на очередную ярмарку, чтобы предупредить своих друзей, но не успевает их нагнать до их ухода.
Старый путь к покоям ангела закрыт, а новый лежит через подземный лабиринт, в котором живет Зверь — огромный кабан, убивающий людей. На полпути к лабиринту друзей перехватывают мистер Круп и мистер Вандермар, пленяют Дверь и утаскивают её за собой. Охотник им не мешает и, к тому же, оглушает Ричарда: она с самого начала работала на наёмников. Взамен Круп и Вандермар обещали ей копьё, которым можно убить Зверя. Подоспевший Карабас мешает Охотнику убить Ричарда и рассказывает ему правду. А правда состоит в том, что за убийством семьи Двери с самого начала стоял Ислингтон. Он — падший ангел, заточённый на Земле за страшное преступление, которое повлекло за собой гибель нескольких миллионов человек. В его покоях есть ведущая на Небеса дверь, и, чтобы её открыть, нужен ключ и человек, умеющий открывать подобные замки. Ни того, ни другого у Ислингтона не было. Он обращался за помощью к отцу Двери, но тот отказал ангелу. После этого рассерженный Ислингтон приказал убить всю его семью, только потом поняв, что он наделал. Теперь Дверь необходима Ислингтону. Записи отцовского дневника были ложью, их отредактировал мистер Круп.
Карабас, Ричард и Охотник идут через лабиринт. Неожиданно появившийся Зверь получает от копья Охотника тяжёлую рану, но ломает ей кости, не давая продолжать бой. Ричард хватает копьё и убивает Зверя, ставшего из-за раны слабым и неповоротливым. Умирающая Охотник передаёт Ричарду свой нож, посвящая его в воины. Пройдя лабиринт, маркиз и Ричард попадают в руки Крупа и Вандермара, которые приковывают их к колоннам. И Карабас, и Ричард умоляют Дверь не открывать портал на Небеса, ведь Ислингтон недвусмысленно дал понять, что он собирается свергнуть Бога и сесть на его место. Однако Дверь, влюбившаяся в Ричарда, уступает, когда мистер Вандермар начинает отрезать ему ухо. Но Ислингтон слишком поздно понимает, что Дверь его обманула. Вместо Небес створки открываются в солнечную корону с сопутствующим вакуумом, тяжестью, огнем и жестким излучением. По залу проносится ураган. Ангел и наёмники цепляются за колонны, но их, несмотря на отчаянные усилия, всё-таки выносит наружу. Первым срывается Ислингтон. За ним уходит мистер Круп, до последнего момента пытавшийся добраться до Двери, чтобы завершить уничтожение её семьи. Мистер Вандермар, видя гибель компаньона, добровольно следует за ним. Преступники исчезают в огненном небе, а друзья, прикованные к камню, остаются невредимыми. Владея ключом от Небес, Ричард легко возвращается к прежней жизни.
Очень скоро Ричард понимает, что он слишком сильно сросся с Нижним Лондоном. Он тоскует по Двери, и его не интересует общение с прежними друзьями. В очередной раз напившись, Ричард в отчаянии зовет Дверь, а потом, достав нож Охотника, процарапывает им на стене дверной проем. Дверь открывается, и появившийся в ней маркиз Карабас приглашает Ричарда за собой. Два друга вместе уходят в Нижний Лондон.

## Оценки
По замечанию Петра Тюленева, возвращение Ричарда в Лондон — это инверсия классической схемы «ангел среди людей».